# Буу
Буу (на шведски: Воо) е град в Швеция.

## География
Разположен е в лен Стокхолм в източната част на централна Швеция, община Нака. Намира се на около 10 km на североизток от централната част на столицата Стокхолм между градовете Нака и Густавсбери. Населението на града е 24 052 жители според данни от преброяването през 2010 г.

## История
През 1971 г. Буу се присъединява към община Нака.

## Спорт
Футболният отбор на града носи името Буу ФФ.

## Побратимени градове
- Аликанте, Испания
- Осло, Норвегия
- Оулу, Финландия
- Стокхолм, Швеция
- Шумен, България